# Африканда (станция)
Африканда — железнодорожная станция Мурманского региона Октябрьской железной дороги на участке Пинозеро — Кола, в 230 км от Мурманска.

## Описание
Расположена в поселке Африканда муниципального округа Полярные Зори. Соседние станции — Полярные Зори и Хабозеро. До Полярных Зорь 14 км, до Хабозеро 9 км. Поезда 21/22 проходит ежедневно, остальные — согласно графику. Направление у пригородных поездов только одно: Кандалакша — Апатиты-1.
Здание вокзала небольшое и одноэтажное, имеется зал ожидания, ранее работала касса. В левом крыле здания находится пост ЭЦ.
Образован в 1930 как разъезд № 1 (по другим данным в 1932 году), позднее разъезд № 68, а с 1934 — Африканда. Сначала была построена станция, а в 1940-х годах появился одноимённый посёлок, который возник для разработки массива ультраосновных пород, найденных у станции.
Дежурной на станции Африканда работала Анна Петровна Жаркова, одна из первых женщин, удостоенных звания Героя Социалистического Труда. Это было первое присвоение звания в Мурманской области.
Советский код станции — 01620.

## Этимология
Наиболее достоверную версию появления названия приводит писатель и геолог Александр Ферсман, бывавший в Африканде в составе геологических экспедиций. В своём рассказе «Рождение слова» он утверждает, что имя это действительно подсказала жара, но только не Хрущёву: «Геохимики нашли около разъезда № 68 замечательное месторождение. Они говорят, что здесь открыты мировые запасы руды титана, сотни миллионов тонн. Ну, значит, будут строить завод, фабрику, посёлок».
И такая значительная станция, делают вывод герои рассказа, должна носить имя посолиднее, чем разъезд № 68. И имя это им как раз и подсказывает небывало жаркая погода и расположенный поблизости посёлок Охтаканда — Африканда.
«Так и был разъезд назван Африкандой, и по всему миру, на сотнях языков, во всех минералогиях, во всех музеях стояло отныне гордое слово: „Африканда, Кольский п/о, СССР“. Так родилось ещё одно слово!» — заключает писатель.

## Движение поездов
| Пригородное сообщение по станции | Пригородное сообщение по станции |
| № поезда                         | Маршрут движения                 |
| -------------------------------- | -------------------------------- |
| 6368                             | Кандалакша — Мурманск            |
| 6367                             | Мурманск — Кандалакша            |

| Круглогодичное обращение поездов | Круглогодичное обращение поездов | Круглогодичное обращение поездов | Круглогодичное обращение поездов |
| № поезда                         | Маршрут движения                 | № поезда                         | Маршрут движения                 |
| -------------------------------- | -------------------------------- | -------------------------------- | -------------------------------- |
| 21                               | Мурманск — Санкт-Петербург       | 22                               | Санкт-Петербург — Мурманск       |
| 91                               | Мурманск — Москва                | 92                               | Москва — Мурманск                |

| Сезонное обращение поездов | Сезонное обращение поездов | Сезонное обращение поездов | Сезонное обращение поездов |
| № поезда                   | Маршрут движения           | № поезда                   | Маршрут движения           |
| -------------------------- | -------------------------- | -------------------------- | -------------------------- |
| 225                        | Мурманск — Адлер           | 226                        | Адлер — Мурманск           |
| 241                        | Мурманск — Москва          | 242                        | Москва — Мурманск          |
| 285                        | Мурманск — Новороссийск    | 286                        | Новороссийск — Мурманск    |
| 293                        | Мурманск — Анапа           | 294                        | Анапа — Мурманск           |